# Ернст Дрешель
Ернст Дрешель (нім. Ernst Dreschel; 29 червня 1882, Аугсбург — 13 лютого 1965, Зефельд) — німецький офіцер, генерал-майор люфтваффе.

## Біографія
14 липня 1910 року вступив на службу в 5-й вюртемберзький гренадерський полк № 123. В 1913 році перейшов у авіацію. Учасник Першої світової війни. 1 січня 1920 року вийшов у відставку. 14 квітня 1934 року вступив на службу в люфтваффе, консультант Імперського міністерства авіації з питань аерофотографії. З 1936 року — керівник групи Імперського міністерства авіації з питань картографії. З 1 лютого 1942 року — начальник 7-го відділу (аерофотографія і картографія) Генерального штабу люфтваффе. 31 жовтня 1943 року вийшов у відставку. З 17 червня 1945 по 15 червня 1947 року перебував у американському полоні.

## Звання
- Унтер-офіцер (21 грудня 1900)
- Фенріх (25 лютого 1901)
- Лейтенант (27 січня 1902)
- Обер-лейтенант (23 березня 1910)
- Гауптман (25 лютого 1914)
- Майор запасу (1 січня 1920)
- Майор (1 жовтня 1934)
- Оберст-лейтенант (1 січня 1935)
- Оберст (1 квітня 1937)
- Генерал-майор (1 лютого 1942)

## Нагороди
- Залізний хрест 2-го і 1-го класу
- Королівський орден дому Гогенцоллернів, лицарський хрест з мечами
- Почесний хрест ветерана війни з мечами
- Медаль «За вислугу років у Вермахті» 4-го, 3-го і 2-го класу (18 років)
- Хрест Воєнних заслуг 2-го і 1-го класу з мечами